# Joan Rodés Teixidor
Juan Rodés Teixidor (Barcelona, 1938 - 10 de enero de 2017) fue un médico español, catedrático universitario e investigador, especializado en el estudio de las enfermedades del hígado. Su labor investigadora fue reconocida en el año 2006 con el Premio Nacional de Investigación. Falleció en Barcelona el 10 de enero de 2017 a la edad de 78 años.

## Biografía
Finalizó los estudios de medicina en 1963 en Barcelona, especializándose en Medicina Interna y enfermedades del aparato digestivo. Tras varios periodos de especialización en Hepatología en la Universidad de París, donde se forma con el profesor Jacques Caroli, en 1968 creó la Unidad de Hepatología del Hospital Clínico de Barcelona a la que se unió el doctor Miquel Bruguera. 
Desde 1968 fue catedrático de medicina en la Universidad de Barcelona y desde 1972 Jefe de Servicio de hepatología en el Hospital Clínico de Barcelona. Rodés tuvo un papel importante en la transformación del Hospital Clínico,  fue director general de dicho hospital, lo convirtió en un centro moderno, impulsó la innovación e investigación médica, creando estructuras que la facilitan como la Fundación Clinic y el Institut de Ivestigacions Biomédiques August Pi Sunyer (Idibaps), para generar una investigación transnacional,  que condujera los avances más relevantes del laboratorio a la práctica clínica.
En 1985 obtiene la cátedra de Patología Médica de la Universidad de Barcelona. Es invitado a formar parte de todas las asociaciones internacionales dedicadas al estudio del hígado tanto en Europa como en EE. UU., donde formará a equipos directivos y llegó a ostentar la presidencia. Centenares de médicos de Latinoamérica y europeos estudiaron en el servicio que el dirigía en el Hospital Clínico de Barcelona. 
Ha sido presidente de la Asociación Europea para el estudio del hígado y realizado numerosos estudios sobre la enfermedades hepáticas. Conjuntamente con su equipo de investigación ha publicado más de 400 artículos en las principales revistas de medicina a nivel internacional. Es autor de varios libros sobre hepatología y otros temas médicos. Sus líneas principales de investigación son: Alcohol y enfermedades hepáticas, hepatitis crónica por virus de la hepatitis B y C, cáncer de hígado, complicaciones de la cirrosis hepática y colestasis crónica.
El Patronato de la Fundación Española para el Estudio del Hígado, crea la beca Dr Juan Rodés para realizar estudios en el extranjero.

### Vida familiar
Casado con la pianista bilbaína Paula Torróntegui, catedrática del Conservatorio Superior de Música de Barcelona. Tuvieron 3 hijas, Idoia,  Claudia y Estefanía (+).

## Reconocimientos ( entre otros)
- Premio Severo Ochoa a la investigación médica en 1990,
- Fundación de Ciencias de la Salud, distinción como mejor investigador en el ámbito de la Hepatología (1998),
- Creu de San Jordi concedida por la Generalidad de Cataluña en el año 2001,
- Académico Numerario de la Real Academia de Medicina de Barcelona en 2001,
- Medalla Josep Trueta,
- Medalla Narcis Monturiol,
- Medalla de Oro de la Generalitat,
- La Gran Cruz de la Orden Civil de Sanidad,
- Premio Nacional de Investigación Gregorio Marañón
- Premio Nacional de Investigación (2006).
- Premio Lección Conmemorativa Jiménez Díaz recibió el XXXVIII en mayo de 2006 .[8]

## Libros publicados
- Alcohol y enfermedad (1990), ISBN 84-86973-31-7.[9]
- Técnicas de exploración y diagnóstico en hepatología (1990), ISBN 978-84-345-2837-6.[9]
- Medicina interna (2004), ISBN 978-84-458-1318-8.[9] dos volúmenes con CDRom
- Trasplante de órganos : dimensiones éticas regulatorias (2006), ISBN 978-84-95163-83-7.[9]
- Hepatología en España: presente y futuro, importancia de la gestión clínica como herramienta para su desarrollo (2007), ISBN 978-84-96910-03-4.[9]
- El futuro de la gestión clínica (2009), ISBN 978-84-9751-260-2.[9]